# Craniophora sundevalli
Craniophora sundevalli là một loài bướm đêm trong họ Noctuidae.